# Вовча (Компаніївський район)
Вовча — колишній населений пункт в Кіровоградській області.

## Стислі відомості
В часі Голодомору 1932—1933 років нелюдською смертю померло не менше 28 людей.
Дата зникнення станом на листопад 2022 року невідома.